# Anna Mosolf
Anna Mosolf (* 6. Oktober 1895 in Hannover; † 8. November 1974 ebenda) war eine deutsche Lehrerin, Herausgeberin, Rektorin sowie Ministerialrätin.

## Leben
Anna Mosolf wurde in Hannover geboren als Tochter eines Landmaschinenbauers und -händlers. Dort besuchte sie von 1903 bis 1910 erst die Stadttöchterschule III, dann die Höhere Mädchenschule.
1912 bis 1916 ließ sie sich zur Lehrerin ausbilden für das mittlere und höhere Mädchenschulwesen und war dann bis 1933 unter anderem tätig als Rektorin, Vorsitzende des Hannoverschen Lehrerinnenvereins, Mitglied der Schuldeputation und der Prüfungskommission für Lehrer und Lehrerinnen. Während der Weimarer Republik kandidierte sie in mehreren Landtagswahlen für die Deutsche Demokratische Partei (DDP).
Nach der Machtergreifung durch die Nationalsozialisten wurde Anna Mosolf gegen Ende des Zweiten Weltkrieges an eine ländliche Volksschule versetzt.
Nach dem Ende des Krieges war Mosolf zunächst als Schulrätin in Neustadt am Rübenberge tätig, anschließend in der Nachfolge von Katharina Petersen als Ministerialrätin in der Schulabteilung des Niedersächsischen Kultusministeriums unter Günther Rönnebeck.
Anna Mosolf war Mitbegründerin der Gewerkschaft Erziehung und Wissenschaft und, gemeinsam mit Theanolte Bähnisch, Mitbegründerin des Deutschen Frauenrings. Sie war von 1961 bis 1964 Mitglied im Vorstand der Friedrich-Naumann-Stiftung, nachdem sie zuvor bereits von 1959 bis 1960 dem Beirat und anschließend bis 1961 dem Kuratorium der Stiftung angehört hatte. Dem Kuratorium gehörte sie, nach ihrem Ausscheiden aus dem Vorstand, erneut bis 1972 an.

## Ehrungen
Nachdem der Rat der Stadt Hannover 1999 beschlossen hatte, neue Straßen überwiegend nach Frauen zu benennen, die eine bedeutende Rolle gespielt haben, wurde im August 2011 eine Broschüre herausgegeben, die Angaben über bisherige Straßenbenennungen nach weiblichen Persönlichkeiten gibt und eine Reihe von Personen listet, nach denen zukünftig Straßenbenennungen erfolgen sollten. Unter letzteren ist auch eine Kurzbiographie zu Anna Mosolf enthalten.

## Schriften
- Anna Mosolf (Hrsg.): Die Frau in der Gegenwart. Heftreihe für Mädchen, Schroedel, Hannover/Darmstadt [ohne Jahr].[2]
- Richard Brill (Hrsg.): Niederdeutsches Lesebuch, Ausgabe für Volksschulen, Teil 1., für das 2. Schuljahr, von Ella Krieser, Anna Mosolf, Paul Dohrmann, Hahn, Hannover 1948. (DNB 453012302)